# Sportsmen Charków
Sportsmen Charków (ukr. Футбольний клуб «Спортсмен» Харків, Futbolnyj Kłub "Sportsmen" Charkiw) – ukraiński klub piłkarski z siedzibą w mieście Charków, w północno-wschodniej części kraju. 

## Historia
Chronologia nazw:
- 1909: Druha charkowska futbolna komanda (ukr. «Друга харківська футбольна команда», ros. «Вторая харьковская футбольная команда»)
- 1909: Sportsmen Charków (ukr. «Спортсмен» (Харків), ros. «Спортсмен» (Харьков))
- 1919: klub rozwiązano

Druga charkowska futbolowa drużyna powstała w Charkowie na początku 1909 roku o nazwie Druha charkowska futbolna komanda, która w maju 1909 została przemianowana na Sportsmen. Występował w rozgrywkach lokalnych Charkowa, dopóki nie został rozwiązany w 1919 roku.